# Fusinus alcimus
Espèce
Synonymes
- Fusus alcimus Dall, 1889

Fusinus alcimus est une espèce de mollusques gastéropodes de la famille des Fasciolariidae.

## Habitat et répartition
On trouve cette espèce dans le Golfe du Mexique. 